# Contenuto in GC
Per contenuto di GC, s'intende il quantitativo di coppie di basi azotate di guanina e citosina presenti in una molecola di DNA.
L'utilizzo di questa coppia di basi a scopi tassonomici è motivato dalla presenza di un triplo legame che le lega, a differenza della coppia adenina - timina, dove il legame è doppio. 
Questa differenza fa sì che le proprietà fisiche delle molecole di DNA differiscano al variare della composizione percentuale delle coppie di basi azotate presenti, permettendo così l'identificazione dei corredi genomici nelle diverse specie, in quanto ogni specie ha un suo contenuto in GC% caratteristico. Vi è però la possibilità che organismi afferenti a specie differenti abbiano la stessa composizione di GC%, ma diversa sequenza di basi, quindi il dato relativo al GC% dev'essere confrontato con altri elementi di valutazione.